# Brevitrygon
Brevitrygon ist eine Knorpelfischgattung aus der Familie der Stechrochen (Dasyatidae). Die fünf Arten der Gattung kommen im Indopazifik vor. Die Gattung wurde erst 2016 eingeführt. Die vier vorher schon bekannten Arten gehörten davor zu Himantura.

## Merkmale
Brevitrygon sind kleine Rochen mit einer Brustflossenspannweite von 16 bis 25 Zentimetern. Die Kopf-Rumpf-Scheibe ist mehr oder weniger oval. Die Schnauze ist spitzwinklig und länglich; sie hat die 1,9 bis 3,6-fache Länge des Durchmessers von Orbita und Spritzloch zusammen. Der Vorderrand ist mehr oder weniger konkav. Die Augen sind klein und stehen nicht hervor. Der Nasenvorhang ist breit und mehr oder weniger rechteckig. Männchen und Weibchen können anhand der Länge und Form des Schwanzes unterschieden werden. Bei den adulten Weibchen ist der Schwanz etwas steif, hat die 0,6 bis 2,1-fache Länge der Brustflossenspannweite und ist zum Ende hin relativ breit. Bei jungen Weibchen und Männchen ist der Schwanz am Ende als dünnes Filament ausgebildet und hat die 0,9 bis 2,2-fache Länge der Brustflossenspannweite. Hautfalten an der Ober- und Unterseite des Schwanzes sind normalerweise nicht vorhanden oder nur rudimentär ausgebildet. An der Basis des Schwanzes befinden sich ein bis drei (meist zwei) lange Stacheln, deren Länge 17 bis 35 % der Brustflossenspannweite beträgt. Die Bauchflossen sind klein bis mittelgroß, ihre Länge liegt bei 17 bis 27 % der Brustflossenspannweite. Auf der Kopf-Rumpf-Scheibe befinden sich wenige Dornen in der Schulterregion oder sie ist dornenlos. Die Dornen auf dem Schwanz sind größer als die Dornen in der Schulterregion. Die Rückenseite der Fische ist in der Regel einfarbig und nicht gemustert, die Bauchseite ist überwiegend weiß, oft mit einem dunklen Rand. Der Schwanz ist einfarbig oder hat dunkle Seitenstreifen.

## Arten
Es gibt fünf Brevitrygon-Arten:
- Brevitrygon heterura (Bleeker, 1852)
- Brevitrygon imbricata (Bloch & Schneider, 1801)
- Brevitrygon javaensis (Last & White, 2013), Typusart
- Brevitrygon manjajiae Last, Weigmann & Naylor, 2023
- Brevitrygon walga (Müller & Henle, 1841)